# Suur-Apja
Suur-Apja (est. Suur-Apja järv, Koobassaare järv) – jezioro w Estonii, w prowincji Valgamaa, w gminie Karula. Położone jest na południe od wsi Koobassaare. Ma powierzchnię 41,4 ha, linię brzegową o długości 2791 m, długość 1100 m i szerokość 580 m. Sąsiaduje z jeziorami Lajassaarõ, Ahnõjärv, Pautsjärv, Vihmjärv, Väiku-Apja. Położone jest na terenie Parku Narodowego Karula.